# سیارک ۳۱۶۱
سیارک ۳۱۶۱ (به انگلیسی: 3161 Beadell، نامگذاری:1980TB5) سه هزار و صد و شصت و یکمین سیارک کشف شده‌است که در ۹ اکتبر ۱۹۸۰ کشف شد.
قدر مطلق سیارک برابر ۱۲٫۱۰ است.